# La Madeleine-Bouvet
La Madeleine-Bouvet é uma comuna francesa na região administrativa da Normandia, no departamento Orne. Estende-se por uma área de 12,71 km². Em 2010 a comuna tinha 420 habitantes (densidade: 33 hab./km²).